# FSCONS
FSCONS (Free Society Conference and Nordic Summit) är en konferens som fokuserar på hur kultur, samhälle och tekniksamverkar. Syftet är att tillhandahålla en framför allt fysisk mötesplats där människor, organisationer och myndigheter med intressen i dessa tre områden kan föra en deltagande och konstruktiv dialog där diskussionerna inte ska begränsas till enbart ett av dessa områden utan befrukta varandra.
FSCONS organiseras av Föreningen FSCONS i samarbete med andra organisationer, volontärer och sponsorer.
Den första konferensen hölls 2007 i Göteborg. Fram till år 2011 arrangerades FSCONS av Föreningen Fri Kultur och Programvara.